# Sallie
Sallie is het 62ste stripalbum van De Blauwbloezen. De strip werd getekend door Willy Lambil en het scenario werd geschreven door Raoul Cauvin. Het album werd uitgebracht in 2018 door uitgeverij Dupuis.